# 화성시의 국회의원

## 행정구역 변천
- 1945년 8월 15일 경기도 수원군
- 1949년 8월 15일 수원읍이 수원시로 승격, 수원군을 화성군으로 개칭
- 1963년 1월 1일 화성군 일왕면 일부(상광교리·하광교리·조원리·송죽리·파장리·정자리·이목리·율전리·천천리·탑리·구운리), 태장면 일부(원천리·매탄리·권선리), 안용면 일부(곡반정리·대황교리·장지리·고색리·평리·오목천리)가 수원시에 편입, 일왕면 일부가 시흥군에 편입되어 의왕면 설치, 태장면·안용면이 병합하여 태안면 설치
- 1983년 2월 15일 화성군 반월면 월암리·초평리가 시흥군 의왕읍에 편입
- 1986년 1월 1일 화성군 반월면 일부가 안산시에 편입
- 1987년 1월 1일 화성군 매송면 금곡리·호매실리 수원시에, 양감면 고렴리가 평택군 청북면에 편입
- 1989년 1월 1일 화성군 오산읍이 오산시로 승격
- 1994년 12월 26일 화성군 반월면 입북리·당수리, 태안읍 영통리·신리 일부·망포리 일부가 수원시에, 반월면 건건리·사사리·팔곡일리가 안산시에, 반월면 둔대리·속달리·도마교리·대야미리가 군포시에 편입, 반월면 폐지
- 1995년 4월 20일 화성군 태안읍 신리·망포리 수원시에 편입
- 1998년 4월 1일 봉담면을 봉담읍으로 승격
- 2001년 3월 21일 화성군을 화성시로 승격, 남양면이 남양동으로 개편
- 2003년 6월 14일 우정면을 우정읍으로 승격
- 2006년 1월 2일 태안읍이 6행정동으로 개편
- 2007년 1월 29일 향남면을 향남읍으로 승격하고, 동탄면 반송리·석우리, 능동 일부를 동탄동으로 개편
- 2008년 3월 3일 동탄동을 동탄1동·동탄2동으로 분동
- 2009년 6월 8일 동탄3동이 동탄1동에서 분동
- 2014년 10월 20일 남양동이 남양읍으로 전환
- 2015년 1월 2일 동탄면 영천리·청계리·오산리를 동탄4동으로 개편
- 2018년 1월 22일 송산 그린시티 동측 지구에 새솔동 설치, 동탄면·동탄4동을 동탄4동·동탄5동·동탄6동으로 개편, 동탄면 폐지

## 화성시의 역대 국회의원
| 대수         | 이름           | 소속정당     | 임기                               | 선거구역 |
| ------------ | -------------- | ------------ | ---------------------------------- | --- |
| 제1대        | 홍길선(洪吉善) | 대동청년단   | 1948년 5월 31일 - 1950년 5월 30일  | 수원군 갑: 수원읍 일왕면 반월면 매송면 봉담면 비봉면 음덕면 마도면 |
| 제1대        | 김웅진(金雄鎭) | 무소속       | 1948년 5월 31일 - 1950년 5월 30일  | 수원군 을: 송산면 서신면 팔탄면 장안면 우정면 향남면 양감면 정남면 오산면 동탄면 태장면 안룡면                                                                                    |
| 제2대        | 김인태(金仁泰) | 무소속       | 1950년 5월 31일 - 1954년 5월 30일  | 화성군 갑: 일왕면 반월면 매송면 비봉면 남양면 마도면 송산면 서신면 팔탄면 |
| 제2대        | 김웅진(金雄鎭) | 대한국민당   | 1950년 5월 31일 - 1954년 5월 30일  | 화성군 을: 장안면 우정면 향남면 양감면 정남면 오산면 동탄면 안용면 봉담면 태장면                                                                                                  |
| 제3대        | 손도심(孫道心) | 자유당       | 1954년 5월 31일 - 1958년 5월 30일  | 화성군 갑: 일왕면 반월면 매송면 비봉면 남양면 마도면 송산면 서신면 팔탄면 |
| 제3대        | 최병국(崔秉國) | 자유당       | 1954년 5월 31일 - 1958년 5월 30일  | 화성군 을: 장안면 우정면 향남면 양감면 정남면 오산면 동탄면 안용면 봉담면 태장면                                                                                                  |
| 제4대        | 손도심(孫道心) | 자유당       | 1958년 5월 31일 - 1960년 7월 28일  | 화성군 갑: 일왕면 반월면 매송면 비봉면 남양면 마도면 송산면 서신면 팔탄면 |
| 제4대        | 홍봉진(洪鳳珍) | 민주당       | 1958년 5월 31일 - 1960년 7월 28일  | 화성군 을: 장안면 우정면 향남면 양감면 정남면 오산면 동탄면 안용면 봉담면 태장면                                                                                                  |
| 제5대 민의원 | 박상묵(朴商默) | 무소속       | 1960년 7월 29일 - 1961년 5월 16일  | 화성군 갑: 일왕면 반월면 매송면 비봉면 남양면 마도면 송산면 서신면 팔탄면 |
| 제5대 민의원 | 서태원(徐泰源) | 무소속       | 1960년 7월 29일 - 1961년 5월 16일  | 화성군 을: 오산읍 장안면 우정면 향남면 양감면 정남면 동탄면 안룡면 봉담면 대장면                                                                                                  |
| 제6대        | 권오석(權五錫) | 민주공화당   | 1963년 12월 17일 - 1967년 6월 30일 | 화성군 일원(제10선거구) |
| 제7대        | 김형일(金炯一) | 신민당       | 1967년 7월 1일 - 1971년 6월 30일   | 화성군 일원(제10선거구) |
| 제8대        | 김형일(金炯一) | 신민당       | 1971년 7월 1일 - 1972년 10월 17일  | 화성군 일원(제11선거구) |
| 제9대        | 이병희(李秉禧) | 민주공화당   | 1973년 3월 12일 - 1979년 3월 11일  | 수원시·화성군 일원(제2선거구) |
| 제9대        | 김형일(金炯一) | 신민당       | 1973년 3월 12일 - 1979년 3월 11일  | 수원시·화성군 일원(제2선거구) |
| 제10대       | 이병희(李秉禧) | 민주공화당   | 1979년 3월 12일 - 1980년 7월 4일   | 수원시·화성군 일원(제2선거구) |
| 제10대       | 유용근(劉溶根) | 신민당       | 1979년 3월 12일 - 1980년 10월 27일 | 수원시·화성군 일원(제2선거구) |
| 제11대       | 이병직(李秉稷) | 민주정의당   | 1981년 4월 11일 - 1985년 4월 10일  | 수원시·화성군 일원(제3선거구) |
| 제11대       | 유용근(劉溶根) | 민주한국당   | 1981년 4월 11일 - 1985년 4월 10일  | 수원시·화성군 일원(제3선거구) |
| 제12대       | 이병직(李秉稷) | 민주정의당   | 1985년 4월 11일 - 1988년 5월 29일  | 수원시·화성군 일원(제1선거구) |
| 제12대       | 박왕식(朴旺植) | 신한민주당   | 1985년 4월 11일 - 1988년 5월 29일  | 수원시·화성군 일원(제1선거구) |
| 제13대       | 박지원(朴志遠) | 민주정의당   | 1988년 5월 30일 - 1992년 5월 29일  | 화성군 일원 |
| 제14대       | 정창현(鄭昌鉉) | 민주자유당   | 1992년 5월 30일 - 1996년 5월 29일  | 오산시·화성군 일원 |
| 제15대       | 박신원(朴信遠) | 자유민주연합 | 1996년 5월 30일 - 2000년 5월 29일  | 오산시·화성군 일원 |
| 제16대       | 강성구(姜成求) | 새천년민주당 | 2000년 5월 30일 - 2004년 5월 29일  | 오산시·화성군 일원 |
| 제17대       | 안병엽(安炳燁) | 열린우리당   | 2004년 5월 30일 - 2006년 11월 10일 | 화성시 일원 |
| 제17대       | 고희선(高羲善) | 한나라당     | 2007년 4월 26일 - 2008년 5월 29일  | 화성시 일원 |
| 제18대       | 김성회(金成會) | 한나라당     | 2008년 5월 30일 - 2012년 5월 29일  | 화성시 갑: 봉담읍 우정읍 향남읍 매송면 비봉면 마도면 송산면 서신면 팔탄면 장안면 양감면 정남면 남양동                                                                             |
| 제18대       | 박보환(朴普煥) | 한나라당     | 2008년 5월 30일 - 2012년 5월 29일  | 화성시 을: 동탄면 진안동 병점1동 병점2동 반월동 기배동 화산동 동탄1동 동탄2동 동탄3동                                                                                             |
| 제19대       | 고희선(高羲善) | 새누리당     | 2012년 5월 30일 - 2013년 8월 25일  | 화성시 갑: 봉담읍 우정읍 향남읍 매송면 비봉면 마도면 송산면 서신면 팔탄면 장안면 양감면 정남면 남양읍                                                                             |
| 제19대       | 서청원(徐淸源) | 새누리당     | 2013년 10월 31일 - 2016년 5월 29일 | 화성시 갑: 봉담읍 우정읍 향남읍 매송면 비봉면 마도면 송산면 서신면 팔탄면 장안면 양감면 정남면 남양읍                                                                             |
| 제19대       | 이원욱(李元旭) | 민주통합당   | 2012년 5월 30일 -2016년 5월 29일   | 화성시 을: 동탄면 진안동 병점1동 병점2동 반월동 기배동 화산동 동탄1동 동탄2동 동탄3동                                                                                             |
| 제20대       | 서청원(徐淸源) | 새누리당     | 2016년 5월 30일 -2020년 5월 29일   | 화성시 갑: 우정읍 향남읍 남양읍 매송면 비봉면 마도면 송산면 서신면 팔탄면 장안면 양감면 정남면 새솔동                                                                             |
| 제20대       | 이원욱(李元旭) | 더불어민주당 | 2016년 5월 30일 -2020년 5월 29일   | 화성시 을: 동탄1동 동탄2동 동탄3동 동탄4동 동탄5동 동탄6동 |
| 제20대       | 권칠승(權七勝) | 더불어민주당 | 2016년 5월 30일 -2020년 5월 29일   | 화성시 병: 봉담읍 진안동 병점1동 병점2동 반월동 기배동 화산동 |
| 제21대       | 송옥주(宋玉珠) | 더불어민주당 | 2020년 5월 30일 -2024년 5월 29일   | 화성시 갑: 봉담읍(분천리 왕림리 세곡리 당하리 마하리 유리 덕리 덕우리 하가등리 상기리) 우정읍 향남읍 남양읍 매송면 비봉면 마도면 송산면 서신면 팔탄면 장안면 양감면 정남면 새솔동 |
| 제21대       | 이원욱(李元旭) | 더불어민주당 | 2020년 5월 30일 -2024년 5월 29일   | 화성시 을: 동탄1동 동탄2동 동탄4동 동탄5동 동탄6동 동탄7동 동탄8동 |
| 제21대       | 권칠승(權七勝) | 더불어민주당 | 2020년 5월 30일 -2024년 5월 29일   | 화성시 병: 봉담읍(상리 내리 수영리 동화리 와우리 수기리) 진안동 병점1동 병점2동 반월동 기배동 화산동 동탄3동                                                                      |
| 제22대       | 송옥주(宋玉珠) | 더불어민주당 | 2024년 5월 30일 -                  | 화성시 갑: 우정읍 향남읍 남양읍 매송면 비봉면 마도면 송산면 서신면 팔탄면 장안면 양감면 정남면 새솔동                                                                             |
| 제22대       | 이준석(李俊錫) | 개혁신당     | 2024년 5월 30일 -                  | 화성시 을: 동탄4동 동탄6동 동탄7동 동탄8동 동탄9동 |
| 제22대       | 권칠승(權七勝) | 더불어민주당 | 2024년 5월 30일 -                  | 화성시 병: 봉담읍 진안동 병점1동 병점2동 기배동 화산동 |
| 제22대       | 전용기(田溶冀) | 더불어민주당 | 2024년 5월 30일 -                  | 화성시 정: 반월동 동탄1동 동탄2동 동탄3동 동탄5동 |

## 같이 보기
- 오산시·화성군
- 화성시 (선거구)
- 화성시 갑
- 화성시 을
- 화성시 병
- 화성시 정
- 수원시의 국회의원
- 시흥시의 국회의원
- 안산시의 국회의원
- 평택시의 국회의원
- 오산시의 국회의원
- 군포시의 국회의원
- 의왕시의 국회의원